# Kexec
kexec (zkratka z anglického kernel execute – „spuštění jádra“) je mechanismus spuštění nového linuxového jádra z běžícího starého. Jde o mechanismus analogický standardnímu volání exec běžnému v systémech unixového typu, ovšem místo běžného počítačového programu spouští jádro. Na rozdíl běžného zavádění jádra po zapnutí počítače nedochází před startem nového jádra ani k inicializaci hardwaru pomocí standardního firmware (v osobních počítačích obvykle UEFI nebo BIOS), ani není použit zavaděč. Služba kexec přímo nahraje nové jádro do operační paměti a následně mu předá řízení. 
Nové výzvy pro implementaci kexecu přineslo zavádění podepsaných jader a jaderných modulů, které je v UEFI povinné v rámci secure bootu. V tomto případě nesmí libovolné jádro zavádět ani správce počítače. Podporu pro takto omezené zavádění obsahuje Linux od své verze 3.17 vydané 5. října 2014.
Službu kexec využívá pro nahrávání jádra také zavaděč LinuxBoot.